# François Pompon

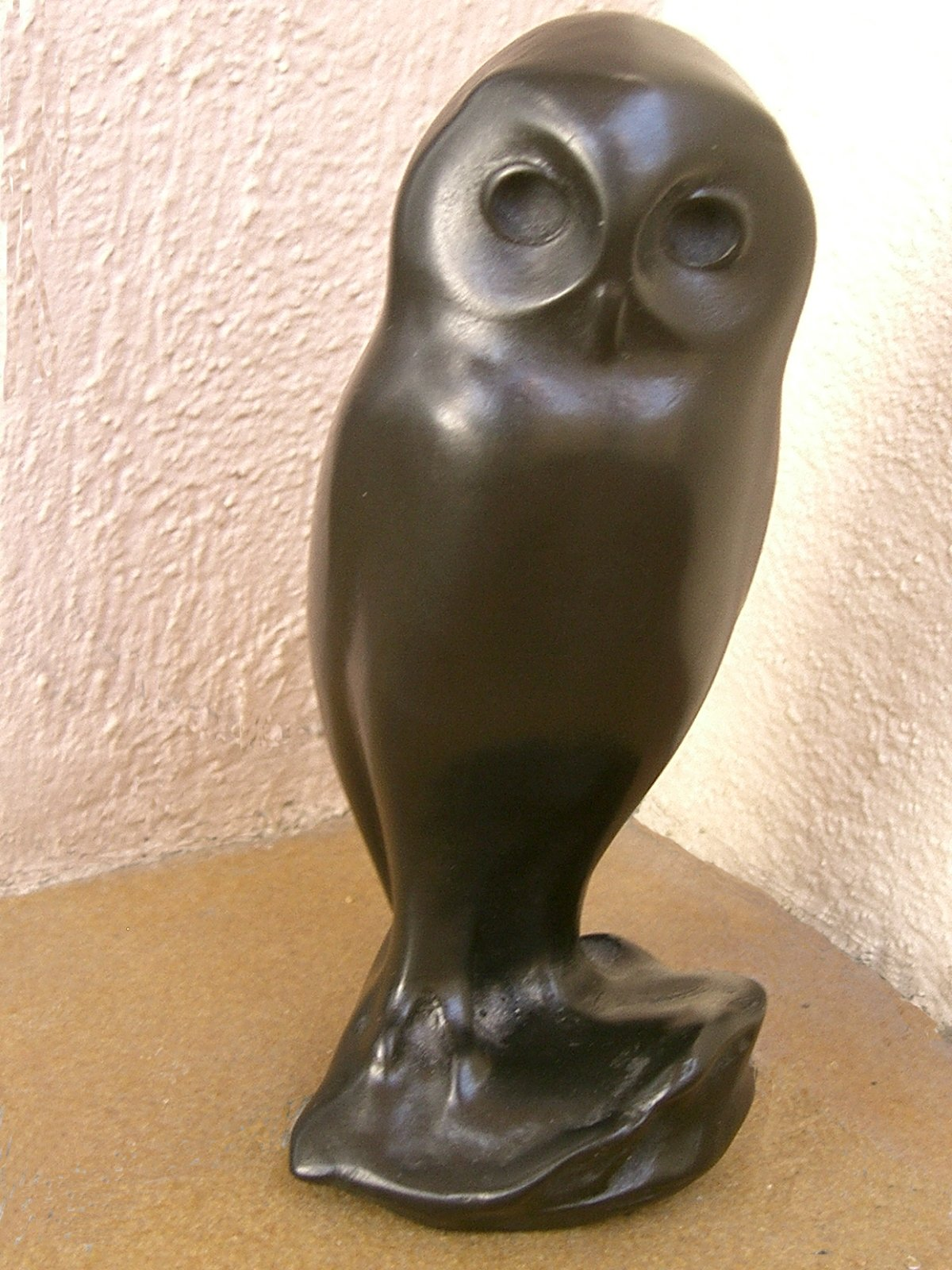
Petit mussol (1918), per François Pompon

François Pompon (Saulieu, França; 9 de maig de 1855 - París; 6 de maig de 1933); escultor francès.
Va néixer a Saulieu, una localitat propera a Dijon. Es va traslladar a París on va esdevenir ajudant d'Auguste Rodin. És conegut per les seves escultures d'animals, diverses exposades al Museu d'Orsay. El seu estil està caracteritzat per la simplicitat de les seves obres.